# Paal-Knorr-synthese
De Paal-Knorr-synthese is een organische reactie waarbij naargelang het reagens een furaan-, een pyrrool- of een thiofeenderivaat wordt gevormd uit een 1,4-diketon. De reactie is van belang bij de totaalsynthese van verschillende natuurproducten, die vaak een heterocyclisch gedeelte in hun structuur dragen. De reactie werd in 1884 onafhankelijk van elkaar ontdekt door de Duitse scheikundigen Carl Paal en Ludwig Knorr en was oorspronkelijk bedoeld ter synthese furaanderivaten.
Alhoewel de Paal-Knorr-synthese een zeer veel toegepaste synthesemethode was, werd het reactiemechanisme pas in de jaren '90 van de 20e eeuw opgehelderd.

## Overzicht
De synthese van furaanderivaten verloopt met een zure katalysator:
Voor de bereiding van pyrroolderivaten is een primair amine nodig:
Fosforpentasulfide wordt aangewend in de synthese van thiofeenderivaten: